# Schleinitzia insularum
Schleinitzia insularum är en ärtväxtart som först beskrevs av Jean Baptiste Antoine Guillemin, och fick sitt nu gällande namn av Arturo Erhardo Erardo Burkart. Schleinitzia insularum ingår i släktet Schleinitzia och familjen ärtväxter. Inga underarter finns listade i Catalogue of Life.